# Law & Order (1.ª temporada)

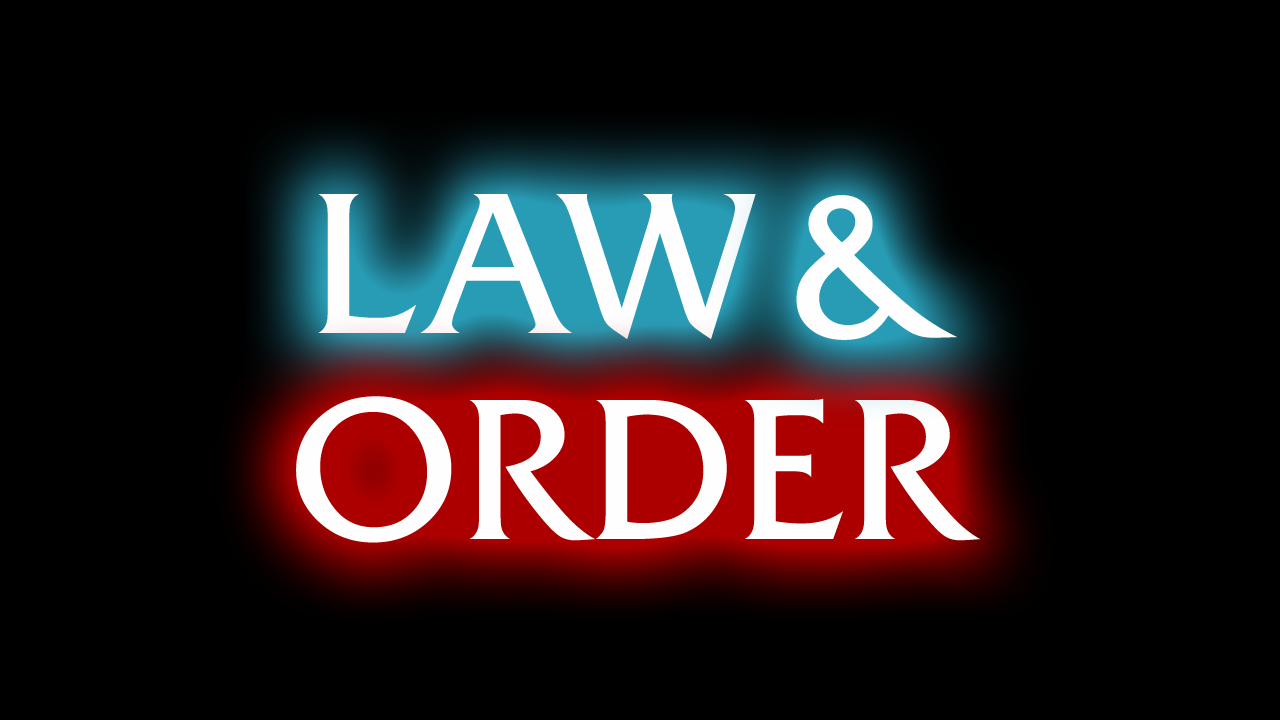
Logo de Law & Order

A primeira temporada da série americana Law & Order foi exibida do dia 13 de setembro de 1990 até o dia 9 de junho de 1991. Transmitida pelo canal NBC, a temporada teve 22 episódios. No Brasil foi passado no Universal Channel, mas só que legendado, em 2011 começou a passar na CNT dublado.

## Episódios
| #T | #S | Título                             | Transmissão original    | Transmissão no Brasil - Dublado | Notas |
| -- | -- | ---------------------------------- | ----------------------- | ------------------------------- | --- |
| 1  | 1  | "Prescription for Death"           | 13 de setembro de 1990  | 17 de outubro de 2011           | - Primeira aparição do promotor de justiça Adam Schiff. - Baseado no caso Libby Zion. - Participação especial de Ron Rifkin. |
| 2  | 2  | "Subterranean Homeboy Blues"       | 20 de setembro de 1990  | 18 de outubro de 2011           | - Baseado no caso Bernhard Goetz. - Participação especial de Cynthia Nixon. |
| 3  | 3  | "The Reaper's Helper"              | 4 de outubro de 1990    | 19 de outubro de 2011           | Baseado no caso do doutor Jack Kevorkian. |
| 4  | 4  | "Kiss the Girls and Make Them Die" | 11 de outubro de 1990   | 20 de outubro de 2011           | Baseado no caso Robert Chambers. |
| 5  | 5  | "Happily Ever After"               | 23 de outubro de 1990   | 21 de outubro de 2011           | - Baseado no caso Charles Stuart. - Participação especial de Aida Turturro. |
| 6  | 6  | "Everybody's Favorite Bagman"      | 30 de outubro de 1990   |                                 | - Episódio piloto original. - Primeiras aparições de Max Greevey, Mike Logan, Don Cragen, Ben Stone e Paul Robinette. - Primeira e última aparição do promotor de justiça Alfred Wentworth. - Inspirado no escândalo de 1986 de corrupção na cidade de Nova Iorque. - Participações de William H. Macy e Paul Guilfoyle. |
| 7  | 7  | "By Hooker, By Crook"              | 13 de novembro de 1990  |                                 | Baseado no caso Sydney Biddle Barrows. |
| 8  | 8  | "Poison Ivy"                       | 20 de novembro de 1990  |                                 | - Baseado no caso Edmund Perry. - Participação de Jake Weber. |
| 9  | 9  | "Indifference"                     | 27 de novembro de 1990  |                                 | Baseado no caso Lisa Steinberg. |
| 10 | 10 | "Prisoner of Love"                 | 4 de dezembro de 1990   |                                 | Participação de Frances Conroy. |
| 11 | 11 | "Out of the Half-Light"            | 11 de dezembro de 1990  |                                 | - Baseado no caso Tawana Brawley. - Participação de Harold Perrineau. |
| 12 | 12 | "Life Choice"                      | 8 de janeiro de 1991    |                                 | |
| 13 | 13 | "A Death in the Family"            | 15 de janeiro de 1991   |                                 | Baseado no caso Larry Davis. |
| 14 | 14 | "The Violence of Summer"           | 5 de fevereiro de 1991  |                                 | Participações especiais de Samuel L. Jackson e Phillip Seymour Hoffman. |
| 15 | 15 | "The Torrents of Greed - Part 1"   | 12 de fevereiro de 1991 |                                 | Inspirado no escândalo de John Gotti e da família Gambino. |
| 16 | 16 | "The Torrents of Greed - Part 2"   | 19 de fevereiro de 1991 |                                 | Inspirado no escândalo de John Gotti e da família Gambino. |
| 17 | 17 | "Mushrooms"                        | 26 de fevereiro de 1991 |                                 | |
| 18 | 18 | "The Secret Sharers"               | 12 de março de 1991     |                                 | |
| 19 | 19 | "The Serpent's Tooth"              | 19 de março de 1991     |                                 | |
| 20 | 20 | "The Troubles"                     | 26 de março de 1991     |                                 | Baseado no caso Joe Doherty. |
| 21 | 21 | "Sonata For a Solo Organ"          | 2 de abril de 1991      |                                 | |
| 22 | 22 | "The Blue Wall"                    | 9 de junho de 1991      |                                 | Última aparição do sargento Max Greevey. |

A denominação #T corresponde ao número do episódio na temporada e a #S corresponde ao número do episódio ao total na série

## Elenco

### Law
- George Dzundza - Sargento Max Greevey
- Chris Noth - Detetive Mike Logan
- Dann Florek - Capitão Don Cragen

### Order
- Michael Moriarty - Ben Stone
- Richard Brooks - Paul Robinette
- Steven Hill - Adam Schiff